# 어휘형태소
어휘형태소(語彙形態素), 실질형태소(實質形態素) 또는 내용어(內容語)는 어휘적 의미를 가지는 형태소로 어떤 대상이나 상태, 동작을 가리키는 형태소를 말한다. 일반적으로 명사, 동사, 형용사, 부사가 이에 속한다. 
예를 들어, "위키백과에는 좋은 정보가 많다"라는 말에서 "위키", "백과", "좋-", "정보", "많-"이 어휘형태소에 해당한다.

## 같이 보기
- 형태소